# نوابگانج صدر
نوابگانج صدر (به لاتین: Chapai Nawabganj Sadar Upazila) یک منطقهٔ مسکونی در بنگلادش است که در ناحیه نواب‌گنج واقع شده‌است. نوابگانج صدر ۴۵۱٫۸ کیلومتر مربع مساحت و ۵۳۰٬۵۹۲ نفر جمعیت دارد.